# Psychoda lloydi
Psychoda lloydi är en tvåvingeart som beskrevs av Satchell 1950. Psychoda lloydi ingår i släktet Psychoda och familjen fjärilsmyggor. Inga underarter finns listade i Catalogue of Life.